# Њут Гингрич
Њутон Лерој „Њут“ Гингрич (енгл. Newton Leroy "Newt" Gingrich; Харисбург (Пенсилванија), 17. јун 1943) је амерички политичар и политички консултант. Био је 58. председник Представничког дома САД. Грингрич је коаутор и архитекта Уговора са Америком. Био је један од предводника у победи Републиканске странке на изборима за Конгрес 1994. Часопис Тајм га је 1995. прогласио „човеком године“ због „његове улоге у окончању четвородеценијске доминације Демократске странке у Представничком дому“.
Након слабих резултата Републиканске странке на изборима 1998, Гингрич је у новембру исте године поднео оставку на место председника, а у јануару 1999. је напустио Представнички дом. Гингрич је био један од кандидата за републиканску номинацију за председника САД на изборима 2012.